# Call the Shots
"Call The Shots" é o 17° single do grupo pop britânico Girls Aloud, e o segundo seu quarto álbum de estúdio, Tangled Up. O single foi lançado em formato digital em 19 de novembro de 2007, e em formato físico em 26 de novembro de 2007 pela gravadora Fascination Records.

## Lançamento e recepção

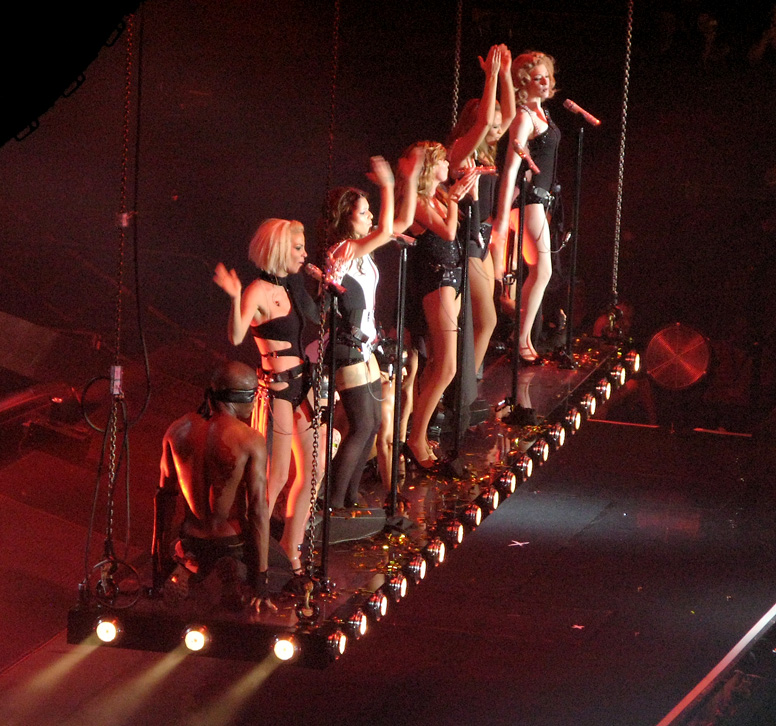
27th May Wembley Arena

O single foi divulgado semanas antes de sua estréia nas rádios. Além disso, no site oficial do grupo, foi divulgado um trecho de 30 segundos da música. A primeira apresentação da música foi feita em um dos programas de maior audiência no Reino Unido, o "The X Factor", em 17 de novembro de 2007, embora já tivesse sido apresentada em um show de caridade da UNICEF. O grupo também se apresentou com a música nos programas "This Morning" e "Paul O'Grady Show".
Cheryl Cole disse ao jornal britânico "Daily Star" que "Call the Shots" é sua canção preferida do álbum, e ainda declarou que a música "lhe dá arrepios". Kim Dawson, um jornalista da mesma publicação, disse que a música é "uma das melhores do grupo". O "Daily Star" ainda descreveu a canção como "o clássico euro-pop eletrônico" em sua exclusiva descrição do álbum Tangled Up, em 7 de Novembro de 2007.
Artistas como Mark Morriss, Smashing Pumpkins, David Jordan e Coldplay apresentaram suas versões para "Call the Shots" em performances ao vivo.
Recentemente a música ganhou o "Popjustice £20 Music Prize 2008", que elege a melhor música do ano anterior. "Call the Shots" venceu candidatos como "About You Now" das Sugababes e "Bleeding Love" de Leona Lewis.

## Videoclipe
O vídeo de "Call the Shots" foi filmado em Malibu, Califórnia, e dirigido por Sean de Sparengo. As garotas aparecem com vestidos roxos, em uma praia de Malibu a noite, com tecidos brancos e tochas em chamas em volta delas.
As meninas também são mostradas em diferentes locais de uma mansão, com histórias individuais. Cheryl está olhando para fora de uma janela ensolarada. Kimberley está em frente a um espelho, maquiando-se. Um homem chega e a abraça, apesar de Kimberley parecer estar triste. Sarah observa um homem no chuveiro e pega seu celular. Nadine está sentada em um sofá, vendo fotografias dela e um homem, em certo ponto, ela pega um isqueiro, queima uma das fotos e a joga no lixo. Enquanto Nicola está deitada à beira de uma piscina, passando seus dedos pela água. Um homem chega até ela com um buquê de flores, e joga-o na água.
O clipe foi apresentado pela primeira vez nos programas "The Box", "Smash Hits! TV" e "The Hits" em 17 de outubro de 2007.

## B-side
Em 6 de novembro de 2007, uma prévia de 29 segundos de "Blow Your Cover" foi disponibilizada na Internet pela loja de música on-line "7digital.com". A canção foi divulgada em 22 de novembro de 2007, devido ao lançamento do single de "Call the Shots" na Irlanda. A música foi legalmente lançada em 26 de novembro de 2007.

## Faixas e formatos
Esses são os principais formatos e tracklists lançados do single de "Call the Shots".
UK CD1 (Fascination)
1. "Call the Shots" - 3:43
2. "Rehab" (Radio One Live Lounge) - 3:42

UK CD2 (Fascination)
1. "Call the Shots" - 3:43
2. "Call the Shots" (Xenomania Club Mix) - 4:50
3. "Blow Your Cover" - 3:27
4. "Call the Shots" (Video) - 3:43

Download exclusivo no iTunes
1. "Call the Shots" (Tony Lamezma's Sniper Mix) - 7:22

### Versões
Essas são as versões oficiais e remixes realizados em suas respectivas tracklists:
| Versão                    | Onde foi lançado                                   |
| ------------------------- | -------------------------------------------------- |
| Album Version             | Tangled Up, "Call the Shots" single                |
| Xenomania Club Mix        | "Call the Shots" single                            |
| Vídeoclipe                | "Call the Shots" single                            |
| Tony Lamezma's Sniper Mix | Download exclusivo no iTunes (não mais disponível) |

## Desempenho nas paradas
"Call the Shots" foi disponibilizada para download em 19 de novembro de 2007 no Reino Unido, no mesmo dia em que foi lançado o álbum Tangled Up. Em 26 de novembro foi lançado o formato físico, e devido à popularidade da música, alcançou a 9ª posição no UK Singles Chart, através do download da música pelo álbum. Isso tornou "Call the Shots" o segundo single do grupo a alcançar o Top 10 apenas com downloads, e dando às Girls Aloud seu 17º single consecutivo no Top 10. A música atingiu o segundo lugar no "UK iTunes Singles Chart" na mesma semana, atingindo o primeiro lugar em 26 de novembro, batendo o hit "Bleeding Love" de Leona Lewis. Na semana seguinte, caiu duas posições, e ficou na terceira colocação.
Na semana de 2 de Dezembro de 2007, "Call the Shots" chegou ao 3º lugar no UK Singles Chart, onde permaneceu por mais uma semana, caindo para 5º lugar na quarta semana. Na semana do Natal, o single conseguiu ficar no Top 10, em 9º lugar. Uma semana mais tarde, subiu mais dois lugares, chegando ao 7º lugar. Na semana seguinte, permaneceu na 7ª colocação, sendo a 7ª semana consecutiva do single no Top 10, mas na semana seguinte, caiu para a 11ª colocação. Foi o 59º single mais vendido no Reino Unido em 2007. No final de fevereiro de 2008, ainda estava no Top 40 do UK Singles Chart, em 38° lugar. Em 2 de Março de 2008, subiu 4 lugares, atingindo a 34ª posição.
O single também entrou nas paradas croatas, na 17ª posição, apenas com downloads, seguindo para o 8° lugar, na semana seguinte chegou ao 2º lugar, até alcançar o topo da parada uma semana depois. A canção também alcançou o topo das paradas das rádios da Eslovênia. Nas paradas da Irlanda, a canção estreou em 44º lugar apenas com downloads, subindo para a 9ª colocação uma semana mais tarde.

### Posição nas paradas
| Chart (2007)                             | Posição |
| ---------------------------------------- | ------- |
| Croácia                                  | 1       |
| Eslovênia - Airplay Chart                | 1       |
| Estónia                                  | 1       |
| Reino Unido - Radio Airplay              | 1       |
| Reino Unido - Download Chart             | 2       |
| Reino Unido - Singles Chart              | 3       |
| Hungria - Viva Chart                     | 3       |
| Singapura - Airplay Chart                | 8       |
| Irlanda                                  | 9       |
| Ucrânia                                  | 11      |
| Eslovênia - Singles Chart                | 12      |
| Chipre - Airplay Chart                   | 13      |
| Polónia                                  | 16      |
| Lituânia - Radio Chart                   | 21      |
| Bielorrússia - Airplay Chart             | 23      |
| Bulgária                                 | 24      |
| Malta - Airplay Chart                    | 27      |
| Roménia                                  | 38      |
| Reino Unido Chart de final de ano (2007) | 59      |
| Europa Hot 100 Singles                   | 9       |
| Euro 200                                 | 16      |